# Petro Valverde
Petronilo Valverde (Sevilla, 1946), más conocido como Petro Valverde, es un modisto de alta costura y diseñador de moda español.

## Biografía
Se inició en el mundo de la costura con catorce años, cuando trabajó como aprendiz en una sastrería. En 1976 fundó su firma de moda de alta costura, que posteriormente se extendió a los perfumes y la joyería.
En 1995 vistió de novia a la princesa Elena de Borbón para su enlace con Jaime de Marichalar. Para la noble elaboró un vestido de novia de corte princesa, escote cuadrado y manga francesa confeccionado en organza de seda natural color marfil y con bordados vegetales en mangas, pecho y cintura.
Entre quienes han llevado sus diseños están las princesas Alia y Muna de Jordania, la cantante Paloma San Basilio, la torera Cristina Sánchez y Tessa de Baviera.
Valverde también es activista por los derechos del colectivo LGBT.

## Filmografía

### Televisión
- Drag Race España
- Maestros de la costura